# 크리스티 털링턴
크리스티 털링턴(Christy Turlington, 1969년 1월 2일 ~ )은 미국의 모델이다.